# باشگاه ورزشی پورت آو اسپین
باشگاه ورزشی پورت آو اسپین (که قبلاً با نام نورث ایست استارز اف‌سی شناخته می‌شد) یک باشگاه فوتبال حرفه‌ای در ترینیداد و توباگو است که در پورت آو اسپین، ترینیداد واقع شده است و در لیگ برتر فوتبال تی‌تی بازی می‌کند. این تیم بازی‌های خانگی خود را در ورزشگاه هاسلی کرافورد انجام می‌دهد.

## تاریخچه
این تیم به عنوان باشگاه فوتبال نورث ایست استارز به لیگ حرفه‌ای فوتبال تی‌تی پیوست. در سال ۲۰۲۰، این تیم به پورت آو اسپین نقل مکان کرد و نامش را هم به اسم این شهر تغییر داد.

## افتخارات
- لیگ برتر فوتبال تی‌تی: ۳ قهرمانی
- جام حذفی: ۱ قهرمانی